# Huelga de tranvías de Barcelona de 1957
La huelga de tranvías de 1957 fue el boicot que los ciudadanos de Barcelona hicieron a la Compañía de Tranvías de Barcelona del 14 de enero  al 25 de enero de 1957, de forma similar a la  huelga de 1951. El motivo inicial fue el aumento de 20 céntimos del precio del billete, pero la protesta expresaba el profundo malestar entre la población por las durísimas condiciones de vida de la mayoría de la población, por la crisis económica y, muy especialmente, una manifestación contra el régimen franquista que se consolidaba gracias al apoyo de los Estados Unidos.
Durante doce días, la población se negó masivamente a utilizar el transporte público, realizó sus desplazamientos a pie soportando unas condiciones climáticas muy duras.
Contó con el apoyo del mundo intelectual encabezado por Jaume Vicens Vives y donde también participaron personajes como Josep Benet, Maurici Serrahima ,  Edmon Vallès, Santiago Navidad,  Salvador Millet, Ferran Giménez Artigues o Rafael Tasis.